# دوري الرجبي الوطني
دوري الرغبي الوطني بأوقيانوسيا (بالإنجليزية: National Rugby League) هو منافسة دوري الرغبي الاحترافية بأوقيانوسيا، والذي يضم أندية من نيو ساوث ويلز وكوينزلاند وفيكتوريا وإقليم العاصمة الأسترالية ونيوزيلندا.
يعود أصله إلى دوري الرغبي في نيو ساوث ويلز، الذي تأسس عام 1908. في 1998، وبحلول الوقت الذي تأسس فيه دوري الرغبي الوطني بأوقيانوسيا كشراكة مشتركة بين دوري الرغبي الأسترالي ودوري السوبر الأسترالي الذي تسيطر علي نيوز كوربوريشن. في 2012، تم حل هذه الشراكة وانتقلت السيطرة على دوري الرغبي الوطني إلى اتحاد الرغبي الأسترالي.

## اللاعبين
يضم كل نادٍ في دوري الرغبي الوطني "تشكيلة متميزة" مكونة من خمسة وعشرين لاعباً. غالبا ما يتم اختيار اللاعبين الذين يلعبون في مباريات دوري الرغبي الوطني من هذه الفرق المتميزة.